# Glycymerididae
Glycymerididae, anteriormente conocida como Glycymeridae, es una familia ampliamente distribuida por el mundo de almejas de agua salada, moluscos bivalvos marinos en la superfamilia Arcoida . Están relacionados con las almejas de Arcidae. Esta familia incluye 45 especies en cuatro géneros.

## Descripción
En esta familia la concha es generalmente redonda en su contorno y es ligeramente más larga que ancha. El ligamento externo carece de estrías transversales. La cáscara en algunos géneros es suave y en otros es de crucería.

## Géneros
- Axinactis
- Glycymeris da Costa, 1778
- Mexalanea
- Tucetona